# راسم الخطا

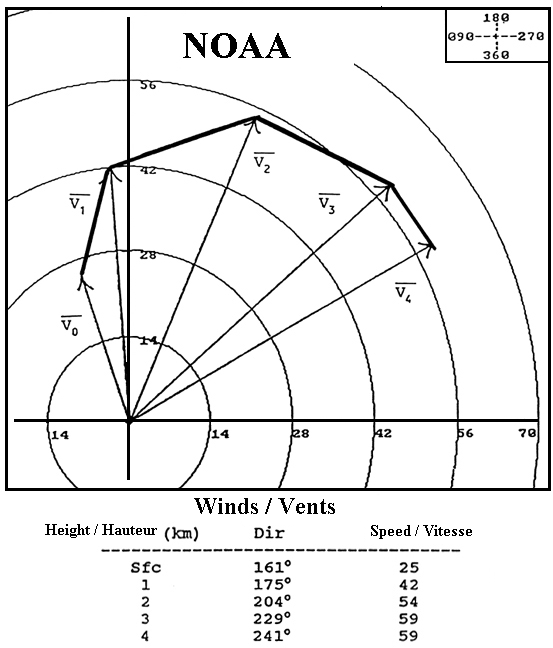
راسم خُطا الرياح الهوائية العلوية من مسبار لاسلكي

راسم الخُطَا أو راسم الخُطَى (بالإنجليزية: Hodograph)‏ هو مخطط يعطي تمثيلًا مرئيًا متجهيًا لحركة جسم أو مائع. هو محل هندسي لأحد طرفي متجه متغير، مع ثبات الطرف الآخر. إن موضع أي بيانات مرسومة على مثل هذا المخطط يتناسب طردًا مع سرعة الجسيم المتحرك. يسمى أيضًا مخطط السرعة. ويبدو أن جيمس برادلي قد استخدمه، ولكن تطويره العملي جاء أساسًا من السِّير وِلْيَم روان هاملتون، الذي نشر وصفًا له في مجلة أعمال الأكاديمية الملكية الأيرلندية [الإنجليزية] في عام 1846.